# Piotr Choukhmine
Piotr Mitrofanovitch Choukhmine (Пётр Митрофанович Шухми́н), né en 1894 à Voronej et mort en 1955 à Moscou, est un peintre et pédagogue soviétique, lauréat du prix Staline de 2e classe (1942). C'est un représentant du réalisme socialiste soviétique.

## Biographie
Choukhmine naît le 13/25 janvier 1894 à Voronej. Il étudie à l'atelier de Vassili Mechkov à  Moscou en 1912, puis à l'académie des beaux-arts de Saint-Pétersbourg (1912-1916) auprès d'Ivan Tvorojnikov, Alexandre Makovski, Dmitri Kardovski. Il prend part à la toute fin de la Première Guerre mondiale et à la guerre civile russe.
Choukhmine est résolument du côté des bolchéviques et par idéologie c'est l'un des fondateurs de l'Association des artistes de la Russie révolutionnaire. Il enseigne de 1934 à 1936 à l'académie des beaux-arts d'URSS et à l'institut moscovite des arts appliqués et décoratifs de 1948 à 1952. Il se distingue par son art du portrait. Il travaille pour les magazines Le Piment rouge, Niva rouge, Les Fenêtres de TASS. Ses œuvres se caractérisent par la force de sa palette et la vivacité de sa composition. 
Il meurt le 2 mai 1955 à Moscou. Il est enterré au cimetière de Novodevitchi. Il était l'époux d'Inna Iossifovna Spastenina-Choukhmina (1889-1966), artiste émérite de la RSFSR.

## Quelques œuvres
- Le Conducteur (1923)
- L'Ordre d'attaque (1925)
- Les Tankistes (1928)
- Les Soldats de l'Aurore (1931)
- Portrait de Wolf Messing (1946)
- Les Invincibles (1948)

## Distinctions
- Prix Staline de 2e classe (1942) pour sa série d'affiches de propagande et de caricatures dans Fenêtres de TASS
- Médaille  « Pour un travail vaillant dans la Grande Guerre patriotique de 1941-1945 »
- Médaille « En mémoire des 800 ans de Moscou »